# LOLY
LOLY（ロリー、2001年7月7日生まれ）は、日本の音楽アーティスト、起業家である。  ヒップホップクルー「HOTGALS CITY」のメンバーであり、ソロアーティストとしても活動している。  本名は松崎 星哉（まつざき せいや）。

## 略歴
神奈川県相模原市出身。神奈川県立田奈高等学校を卒業後、18歳で個人事業主として営業職に従事。  その後、音楽活動を志し、21歳のときに仲間とともにヒップホップクルー「HOTGALS CITY」を結成。  同時に、ソロアーティスト「LOLY」としての活動も開始した。

## 音楽活動
LOLYはソロおよびグループでの音楽制作、ライブパフォーマンス、イベント主催など幅広い活動を展開している。  TuneCore Japanを通じてApple Music・Spotifyなど各種プラットフォームで楽曲を配信している。
2023年11月4日には、東京・恵比寿BATICAにてライブパフォーマンスを行った映像がYouTube上に公開されている。
2025年にはソロ楽曲『童心』を発表。幼少期から大人に至るまでの環境や心情の変化をテーマに、自身のリアルをリリックに綴った作品であり、代表曲のひとつとなっている。

## 音楽的影響
LOLYは、KOHHの『I’m Dreamin』、ZORNの『All My Homies』、宇多田ヒカルの『光』に強く影響を受けている。  これらの楽曲に共通する、シンプルかつ深みのあるリリックに感銘を受け、自身の作品にもその表現スタイルを反映している。

## ビジョン・思想
LOLYは「この世界で1番自由になること」を人生のビジョンに掲げている。  何にも縛られない存在として、自身の感情・経験をアートとして表現し続けることを目指している。
> 「人生を使ってアートを描いていきたい」
その言葉通り、彼の活動は作品という枠を超えた“生き様の表現”として展開されている。

## メディア出演
- 2025年：YouTubeのリアリティビジネス番組『Nontitle Season5』に出演[6]

## ディスコグラフィ

### ソロ（LOLY）
- Apple Music – LOLY

### グループ（HOTGALS CITY）
- Apple Music – HOTGALS CITY

## ミュージックビデオ
- Tiffany Blue（YouTube）
- LIVE映像（2023年11月4日 @恵比寿BATICA）